# Beekdikkopmos
Beekdikkopmos (Brachythecium rivulare) is een soort uit het geslacht dikkopmos (Brachythecium). Het leeft op steen en op boomschors in rijk bos.

## Determinatie
Beekdikkopmos is een slaapmos dat stevige, losse matten vormt een een bleekgroene tot geelgroene kleur. De opgaande tot rechtopstaande secundaire stengels ontstaan uit de kruipende, ontbladerde primaire stengels. Deze zijn meestal vertakt in plukjes of boomachtig en hebben dichte, losjes passende bladeren. De stengelbladeren van deze secundaire scheuten zijn ongeveer 2 tot 2,5 mm lang, driehoekig-eivormig, puntig, min of meer in de lengterichting gerimpeld, met een platte rand die gekarteld is, vooral in de bovenste helft van het blad, en bladvleugels die naar beneden lopen de stengel. Stengelbladeren zijn breed ovaal, breedst bij 1/7 bladlengte. De bladnerf loopt door tot in het midden van het blad. Takbladeren zijn kleiner, smaller en minder hangend dan stengelbladeren.
De bladcellen zijn dunwandig in het midden van het blad, lineair, 6 tot 10 µm breed en 64 tot 128 µm lang, korter en breder aan de bladvoet, zwak gestippeld. Bladvleugelcellen zijn uitgezet, langwerpig rechthoekig tot zeszijdig, hyaline en vormen een goed gedefinieerde groep.
Het mos is tweehuizig. Sporofyten worden zelden gevormd, ze hebben een rode, wrattenachtige ruwe, 2 tot 2,5 cm lange rechtopstaande seta, een hellend naar horizontaal, gebogen, eivormig sporenkapsel met een kegelvormig, fijn gepunt operculum. De rijpingstijd van de sporen is van de herfst tot de lente. De sporen meten 13 tot 18(–22) µm.

## Ecologie
Als hygrofyt groeit het het liefst in stromend water en in bronnen op rotsen op lichte tot halfbeschaduwde locaties, maar ook op vochtige bosgrond, op boomwortels, boomvoeten en in natte weiden.

### Syntaxonomie
In de syntaxonomie staat beekdikkopmos te boek als kensoort voor de klasse van bronbeekgemeenschappen.

## Verspreiding
Beekdikkopmos komt bijna wereldwijd voor, vooral op het noordelijk halfrond en zelden op het zuidelijk halfrond. In Midden-Europa is het wijdverbreid in de kalksteenbergen, maar komt het ook voor in kalkarme gebieden. 
In Nederland is de soort zeldzaam. Het staat op de Nederlandse Rode Lijst in de categorie 'Kwetsbaar'.

## Fotogalerij

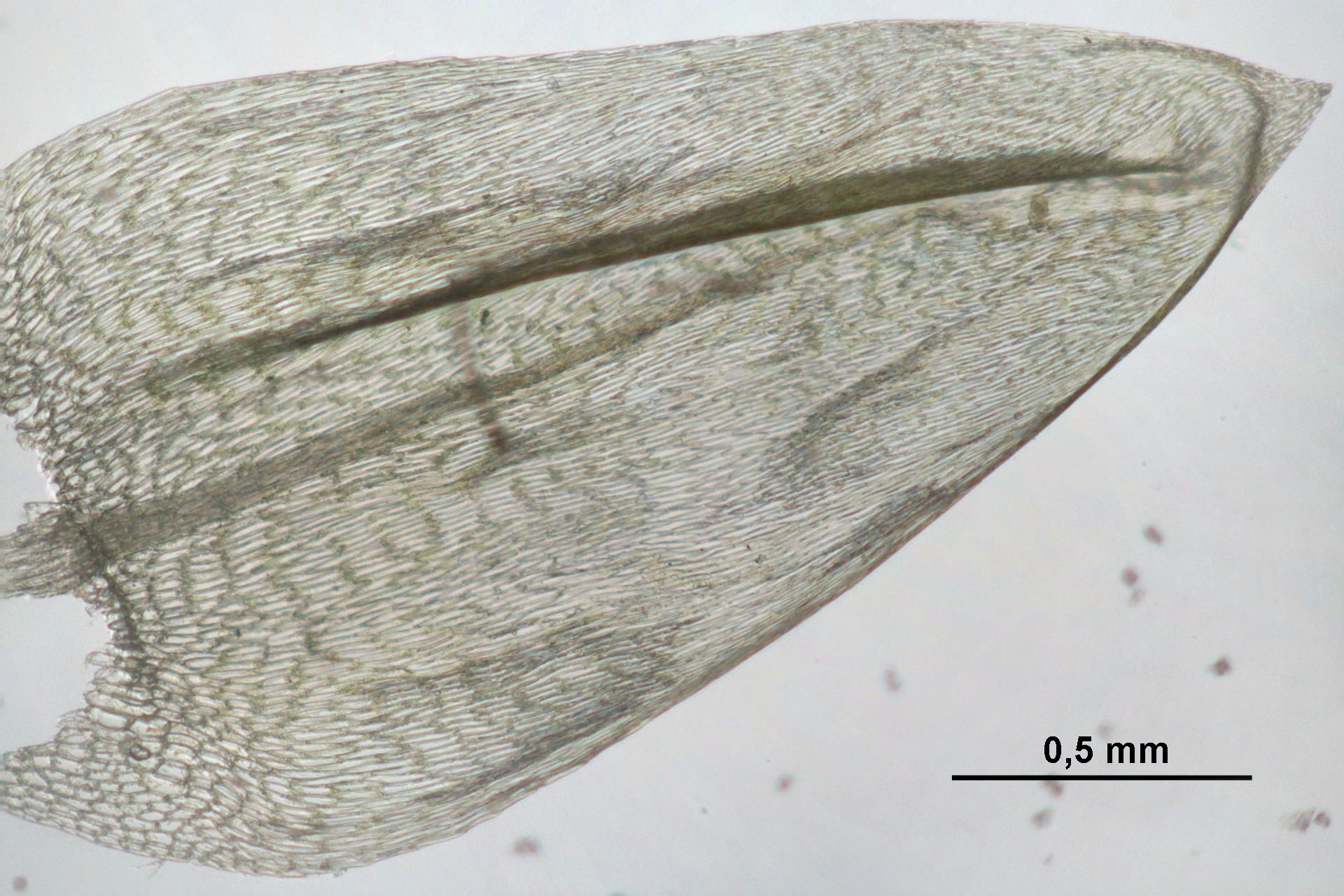
Blad
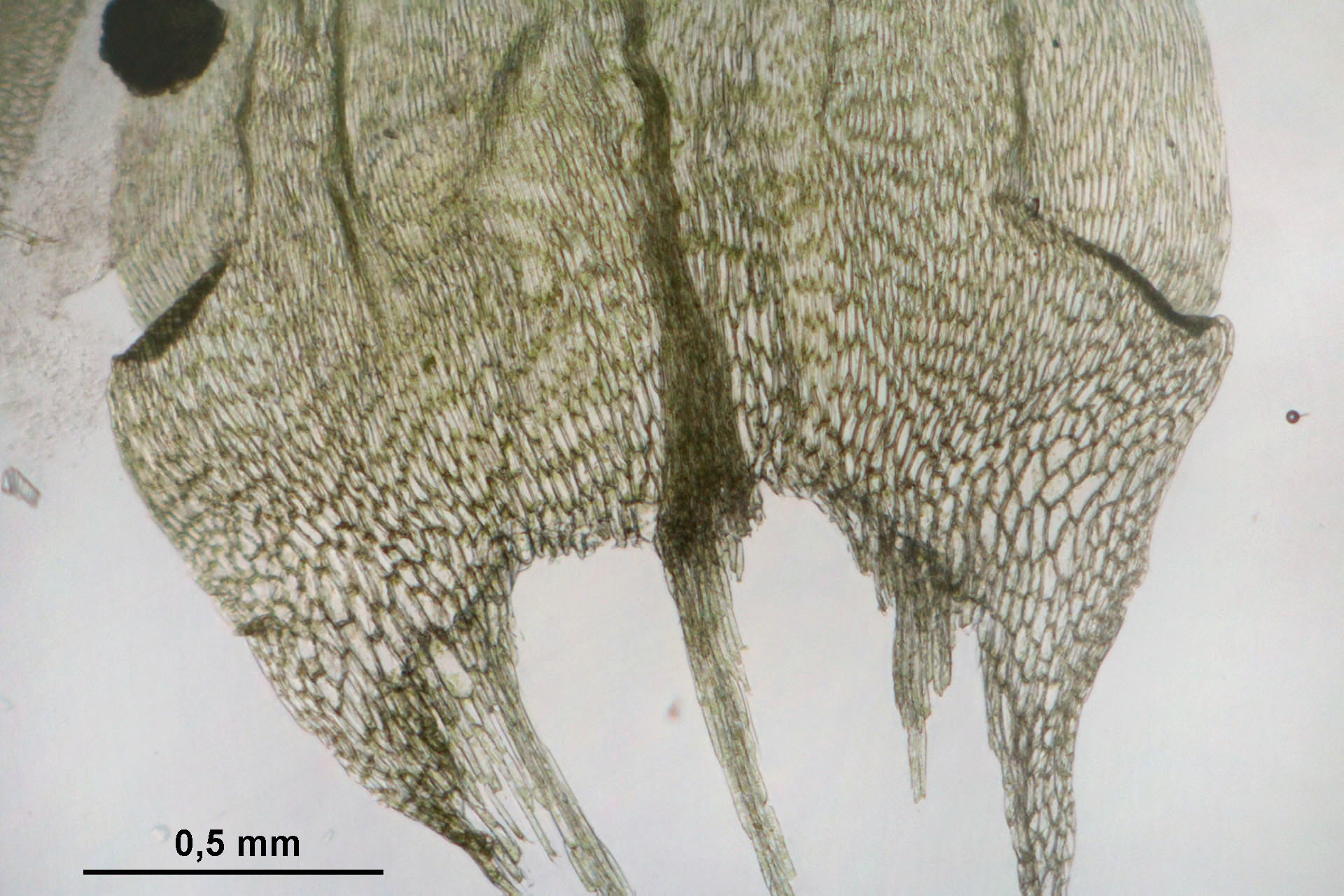
Bladvoet
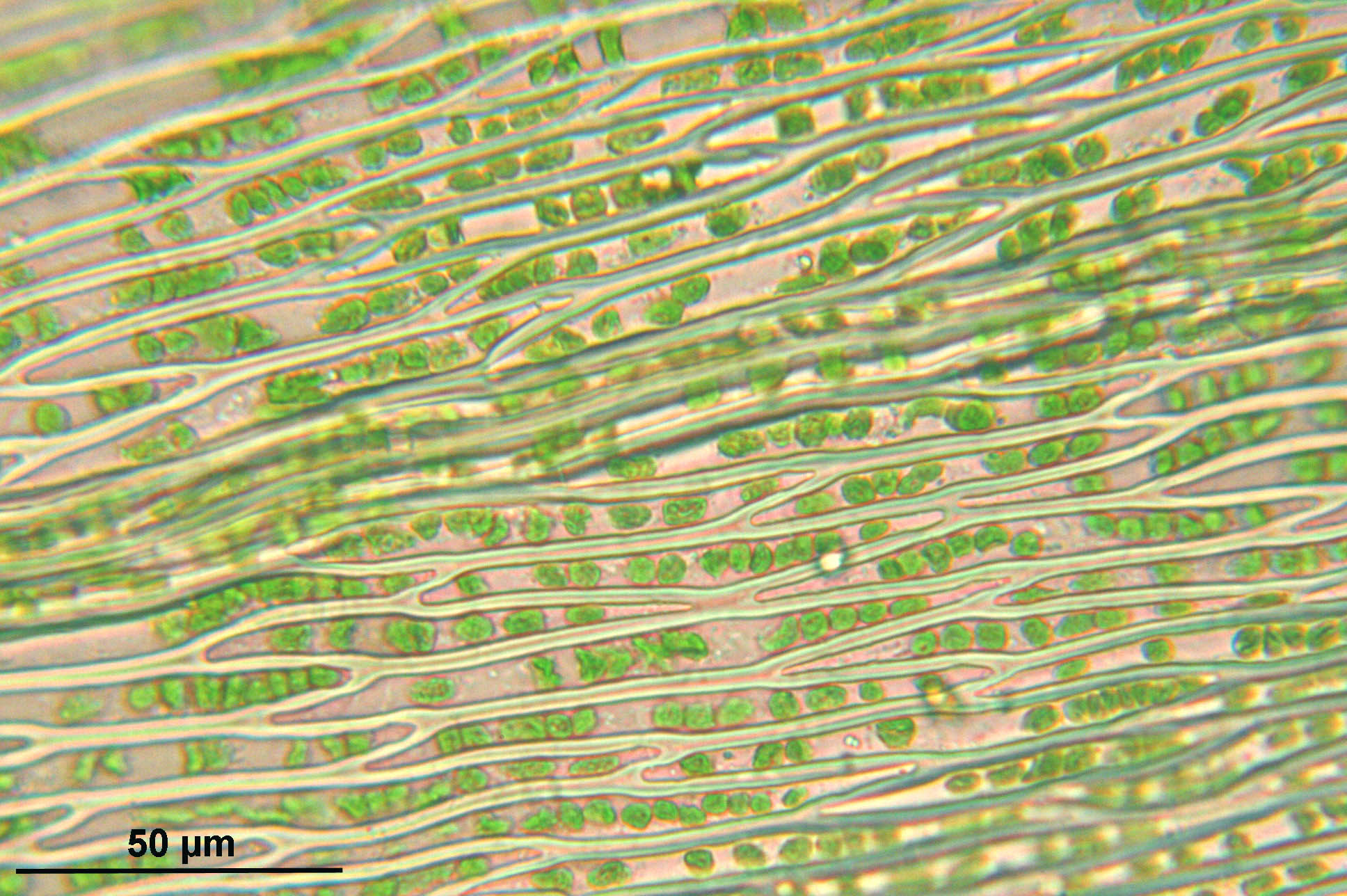
Bladcellen midden